# Maomé IV, o Caçador
Maomé IV (em turco: IV. Mehmed ou Mehmed Dördüncü), também conhecido como Maomé, o Caçador (em turco: Avcı Mehmed; Istambul, 2 de janeiro de 1642 — Edirne, 6 de janeiro de 1693), foi o sultão do Império Otomano de 1648 a 1687. Subiu ao trono aos seis anos de idade, depois do seu pai ter sido derrubado por um golpe. Mehmed tornou-se o segundo sultão com o reinado mais longo na história otomana, depois de Solimão, o Magnífico. Embora os anos iniciais e finais de seu reinado tenham sido caracterizados por derrota militar e instabilidade política, durante sua meia-idade ele supervisionou o renascimento da fortuna do império associada à era Köprülü. Mehmed IV era conhecido pelos contemporâneos como um governante particularmente piedoso e era conhecido como gazi, ou "guerreiro sagrado" por seu papel nas muitas conquistas realizadas durante seu longo reinado.
Sob seu reinado, o império atingiu o auge de sua expansão territorial na Europa. Desde jovem desenvolveu um grande interesse pela caça, pelo que é conhecido como avcı ("o caçador").  Em 1687, Mehmed foi derrubado por soldados desencantados com o curso da Guerra da Santa Liga. Posteriormente, ele se aposentou em Edirne, onde residiu até sua morte natural em 1693.